# Цецерлег
Цецерлег (монг. Цэцэрлэг) је главни град монголске провинције Архангај. Налази се на источним падинама планине Хангај и има 16.300 становника. Основан је око 1680. године, а његово име у преводу би значило — „башта“. У граду постоји аеродром, а од Улан Батора је удаљен око 600 километара југозападно.